# Ágszáz
Az ágszáz a középkori székelység társadalmi és politikai-katonai szerveződésének kerete volt. Egy adott
lófőnemzetség négy ágból állt, melyek mindegyike száz lovast állított ki. Az Árpád-kori várispánságok
katonai századait is hasonlóképpen szervezték meg.

## Lásd még
- nemzetség
- lófő